# Фомін Олександр Вікторович
Олекса́ндр Ві́кторович Фомі́н (нар. 28 липня 1963) — український політик. Народний депутат України. Член партії ВО «Батьківщина», заступник керівника Блоку інформації, PR та медійних комунікацій Виконавчого секретаріату Політради партії.

## Освіта
Освіта вища (Київський державний університет імені Тараса Шевченка, факультет журналістики).

## Кар'єра
- З 1985 по 1997 роки працював у «Робітничій газеті», де пройшов усі ланки газетного виробництва: кореспондент (спеціалізація – економічний фейлетон), спецкореспондент, парламентський кореспондент, директор СП «Робітничий світ та преса», заступник головного редактора. Редактор та упорядник багатьох популярних серед широкого кола читачів книг, що стали у 90-х роках бестселерами.
- 1997–2007 — помічник-консультант народного депутата України. Переможець загальноукраїнської акції «Лідер народної довіри» (2000).
- Грудень 2007 — вересень 2008 — радник Прем'єр-міністра України на громадських засадах.
- Вересень 2008 — березень 2010 — радник Прем'єр-міністра України.
- 2010–2012 — народний депутат України.

Учасник ліквідації аварії на ЧАЕС (1986).
Член Національної спілки журналістів України (1990).

## Парламентська діяльність
Народний депутат України 6-го скликання з 27 квітня 2010 до 12 грудня 2012 від «Блоку Юлії Тимошенко», № 177 в списку. На час виборів: заступник керівника агітаційно-пропагандистського блоку Виконавчого секретаріату Політради партії ВО «Батьківщина», член партії ВО «Батьківщина». Член фракції «Блок Юлії Тимошенко» (з 27 квітня 2010). Член Комітету з питань державного будівництва та місцевого самоврядування (з 15 червня 2010).

## Нагороди та державні ранги
- Почесне звання «Заслужений журналіст України» (1991);
- орден Святого князя Володимира III ступеня за допомогу Українським православним церквам у відбудові храмів та відродженні духовності;
- Лауреат загальноукраїнської премії Спілки журналістів «Золоте перо» за найкраще висвітлення подій на Чорнобильській атомній станції;
- Почесний диплом Спілки журналістів України «Золоте перо» (1986);
- Почесна грамота Верховної Ради України;
- орден «Чорнобильський хрест: Мужність. Честь. Гуманність»,
- Золота медаль української журналістики.

Державний службовець 1-го рангу.